# Экранизации произведений Ромена Гари
В этом списке перечислены экранизации произведений Ромена Гари и его участие в кинематографе.
| №  | Название фильма                                                  | Оригинальное название                                  | Авторы фильма                                                                                   | год выхода | Примечания                                                       | Фильм на сайте IMDb |
| -- | ---------------------------------------------------------------- | ------------------------------------------------------ | ----------------------------------------------------------------------------------------------- | ---------- | ---------------------------------------------------------------- | ------------------- |
| 1  | «Корни неба»                                                     | англ. «The Roots of Heaven», фр. «Les Racines du Ciel» | режиссёр: Джон Хьюстон, автор сценария Ромен Гари                                               | 1958       | по одноимённой новелле                                           | IMDb                |
| 2  | «Мужчина, понимавший женщин»                                     | англ. «The Man Who Understood Women»                   | режиссёр: Нуналли Джонсон                                                                       | 1959       | по новелле «Цвета дня»                                           | IMDb                |
| 3  | «Самый длинный день»                                             | англ. «The Longest Day»                                | режиссёры: Эндрю Мартон, Кен Эннакин и Бернхард Викки                                           | 1962       | автор адаптации в сценарий романа К. Райана «Самый длинный день» | IMDb                |
| 4  | «Леди Л.»                                                        | (англ.), (фр.) «Lady L»                                | режиссёр: Питер Устинов                                                                         | 1965       | по одноимённой новелле                                           | IMDb                |
| 5  | «Птицы летят умирать в Перу»                                     | фр. «Les oiseaux vont mourir au Pérou»                 | автор сценария и режиссёр — Ромен Гари                                                          | 1968       | по одноимённому рассказу из сборника «Привет из Килиманджаро»    | IMDb                |
| 6  | «Один гуманист» (короткометражный (30 мин.) телевизионный фильм) | нем. Ein Humanist                                      | режиссёр: Карл Дикерт, автор сюжета и сценария: Ромен Гари, соавтор сценария: Вольфганг Кирхнер | 1970       | по рассказу                                                      | IMDb                |
| 7  | «Обещание на рассвете»                                           | англ. «Promise at Dawn», фр. «La Promesse de l'Aube»   | реж: Жюль Дассен                                                                                | 1970       | по одноимённой автобиографической повести                        | IMDb                |
| 8  | «Kill!»                                                          | фр. «Police Magnum»                                    | автор сценария и режиссёр — Ромен Гари                                                          | 1971       |                                                                  | IMDb                |
| 9  | «Вся жизнь впереди»                                              | фр. «La Vie devant soi»                                | режиссёр и соавтор сценария: Моше Мизрахи, автор сценария: Ромен Гари                           | 1977       | по одноимённому роману, написанному под псеводнимом Эмиль Ажар   | IMDb                |
| 10 | «Свет женщины»                                                   | фр. «Clair de femme»                                   | реж: Коста-Гаврас                                                                               | 1979       | по одноимённой новелле                                           | IMDb                |
| 11 | en:Gros-Câlin                                                    | фр. «Gros-Câlin», итал. «Cocco mio»                    | реж: fr:Jean-Pierre Rawson                                                                      | 1979       | по одноимённому роману                                           | IMDb                |
| 12 | Your Ticket Is No Longer Valid                                   |                                                        | реж: en:George Kaczender                                                                        | 1981       | по одноимённому роману                                           | IMDb                |
| 13 | «Белая собака»                                                   | англ. «White Dog»                                      | реж: Сэмюэл Фуллер                                                                              | 1982       | по одноимённому роману                                           | IMDb                |
| 14 | Les Faussaires                                                   |                                                        | реж.: fr:Frédéric Blum                                                                          | 1994       | по роману fr:La Tête coupable                                    | IMDb                |
| 15 | «Вся жизнь впереди»                                              | фр. «La Vie devant soi»                                | реж: fr:Myriam Boyer                                                                            | 2010       | по одноимённому роману                                           | IMDb                |
| 16 | «Обещание на рассвете»                                           | фр. «La Promesse de l'Aube»                            | реж: Эрик Барбье                                                                                | 2017       | по одноимённой автобиографической повести                        | IMDb                |
| 17 | «Вся жизнь впереди»                                              | итал. «La vita davanti a sé»                           | реж: Эдоардо Понти                                                                              | 2020       | по одноимённому роману                                           | IMDb                |